# Solfato di calcio

Solfato di calcio al microscopio

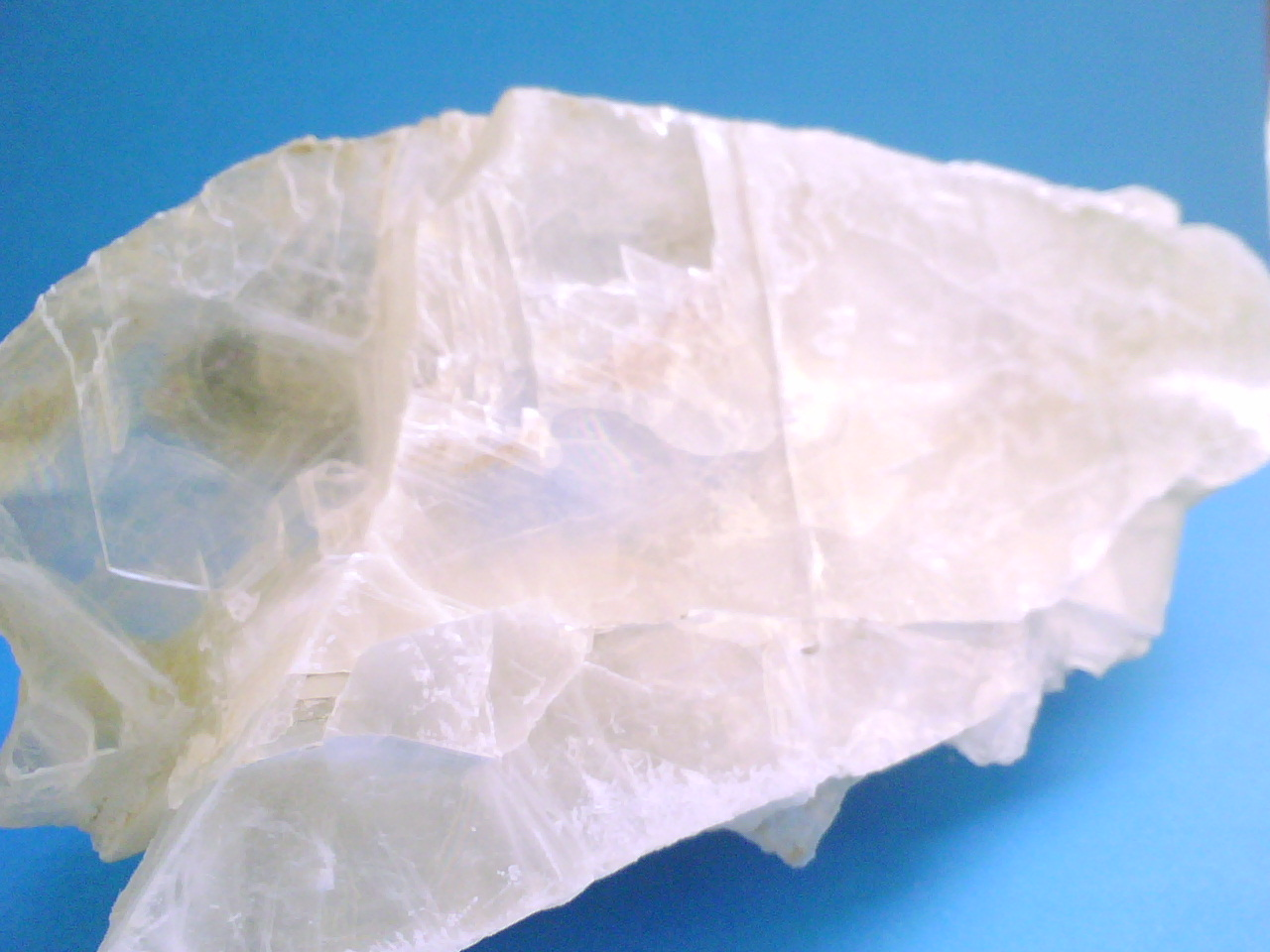
Cristallo di solfato di calcio

Il solfato di calcio è un composto inorganico con formula CaSO4 e relativi idrati. Sotto forma di {\displaystyle \gamma -}anidrite (la forma anidra), è usato come essiccante. Un particolare idrato è meglio conosciuto come gesso di Parigi, e un altro si trova naturalmente come gesso minerale; ha molti usi nell'industria. Tutte le forme sono solidi bianchi scarsamente solubili in acqua. Il solfato di calcio provoca una durezza permanente nell'acqua. Nel mosto l'aggiunta di solfato di calcio serve a diminuire il pH del prodotto finito.

## Stati di idratazione e strutture cristallografiche
Il composto esiste in tre livelli di idratazione corrispondenti a diverse strutture cristallografiche e a diversi minerali presenti in natura:
- {\displaystyle {\ce {CaSO4}}} (anidrite): stato anidro[5]
- {\displaystyle {\ce {CaSO4\cdot 2H2O}}} (gesso e selenite): diidrato[6].
- {\displaystyle {\ce {CaSO4\cdot {\frac {1}{2}}H2O}}} (bassanite): emiidrato, detto anche gesso di Parigi. A volte si distinguono emiidrati specifici: {\displaystyle \alpha -}emiidrato e {\displaystyle \beta -}emiidrato[7].

## Usi
L'uso principale del solfato di calcio è quello di produrre gesso di Parigi e stucco. Queste applicazioni sfruttano il fatto che il solfato di calcio, polverizzato e calcinato, forma una pasta modellabile dopo idratazione e si indurisce come solfato di calcio cristallino diidrato. È anche conveniente che il solfato di calcio sia scarsamente solubile in acqua e non si dissolva facilmente a contatto con l'acqua dopo la sua solidificazione.
Può essere utilizzato come coagulante nella preparazione del tofu.

### Reazioni di idratazione e disidratazione
Con un attento riscaldamento, il gesso si converte nel minerale parzialmente disidratato chiamato bassanite o gesso di Parigi. Questo materiale ha la formula {\displaystyle {\ce {CaSO4\cdot (nH2O)}}}, dove {\displaystyle 0,5\leq n\leq 0,8}. Temperature comprese tra 100 e 150 °C sono necessarie per allontanare l'acqua all'interno della sua struttura. I valori esatti della temperatura e del tempo dipendono dall'umidità ambientale. Temperature fino a 170 °C sono utilizzate nella calcinazione industriale, ma a queste temperature inizia a formarsi {\displaystyle \gamma -}anidrite. L'energia termica fornita al gesso in questo momento (il calore di idratazione) tende ad andare a eliminare l'acqua (sotto forma di vapore acqueo) piuttosto che aumentare la temperatura del minerale, che sale lentamente fino a quando l'acqua non scompare; a questo punto aumenta più rapidamente. L'equazione per la disidratazione parziale è:
{\displaystyle {\ce {CaSO4\cdot 2H2O->CaSO4\cdot {\frac {1}{2}}H2O\ +\ {\frac {3}{2}}H2O\uparrow }}}
La proprietà endotermica di questa reazione è rilevante per le prestazioni del cartongesso, conferendo resistenza al fuoco a strutture residenziali e di altro tipo. In caso di incendio, la struttura dietro un foglio di cartongesso rimarrà relativamente fresca poiché l'acqua viene persa dal gesso, prevenendo così (o sostanzialmente ritardando) danni all'intelaiatura (attraverso la combustione di elementi in legno o la perdita di resistenza dell'acciaio alle alte temperature) e conseguente crollo strutturale; ma a temperature più elevate il solfato di calcio rilascerà ossigeno e agirà come agente ossidante: questa proprietà è utilizzata nell'alluminotermia. A differenza della maggior parte dei minerali, che quando reidratati formano semplicemente paste liquide o semiliquide, o rimangono polverosi, il gesso calcinato ha una proprietà insolita: se miscelato con acqua a temperature normali (ambiente), ritorna rapidamente alla forma diidrata preferita:
{\displaystyle {\ce {CaSO4\cdot {\frac {1}{2}}H2O\ +\ {\frac {3}{2}}H2O->CaSO4\cdot 2H2O}}}
Questa reazione è esotermica ed è responsabile della facilità con cui il gesso può essere colato in varie forme tra cui fogli (per cartongesso), bastoncini (per gesso da lavagna) e stampi (per immobilizzare ossa rotte o per colate di metallo). Mescolato con polimeri, è stato utilizzato come cemento per la riparazione ossea. Piccole quantità di gesso calcinato vengono aggiunte alla terra per creare strutture resistenti direttamente dalla terra colata, un'alternativa all'adobe (che perde la sua forza quando è bagnato). Le condizioni di disidratazione possono essere modificate per regolare la porosità dell'emiidrato, dando luogo ai cosiddetti α- e β-emiidrati (più o meno chimicamente identici).
Con il riscaldamento a 180 °C, viene prodotta la forma quasi priva di acqua, chiamata {\displaystyle \gamma -}anidrite ({\displaystyle {\ce {CaSO4\cdot nH2O}}} dove {\displaystyle n} va da {\displaystyle 0} a {\displaystyle 0,05}). La {\displaystyle \gamma -}anidrite reagisce lentamente con l'acqua per tornare allo stato diidrato, una proprietà sfruttata in alcuni disseccanti commerciali. Per riscaldamento sopra i 250 °C si forma la forma completamente anidra chiamata {\displaystyle \beta -}anidrite o anidrite "naturale". L'anidrite naturale non reagisce con l'acqua, anche su tempi geologici, a meno che non sia macinata molto finemente.
La composizione variabile dell'emiidrato e della {\displaystyle \gamma -}anidrite, e la loro facile interconversione, è dovuta alle loro strutture cristalline quasi identiche contenenti "canali" che possono ospitare quantità variabili di acqua o altre piccole molecole come il metanolo.

### Industria alimentare
Gli idrati di solfato di calcio sono usati come coagulanti in prodotti come il tofu.
Per la Food and Drug Administration, è consentito l'uso nel formaggio e nei prodotti a base di formaggio, farine di cereali, prodotti da forno, dolci surgelati, dolcificanti artificiali per gelatine e conserve e alcune caramelle.
È noto nella serie di numeri E come E516 e la FAO lo conosce come agente rassodante, agente di trattamento della farina, sequestrante e agente lievitante.

### Uso nell'odontoiatria
Il solfato di calcio ha una lunga storia di utilizzo in odontoiatria. È stato utilizzato nella rigenerazione ossea come materiale da innesto e legante/estensore per innesto e come barriera nella rigenerazione guidata dei tessuti. È un materiale insolitamente biocompatibile e viene completamente riassorbito dopo l'impianto. Non evoca una risposta significativa dell'ospite e crea un ambiente ricco di calcio nell'area dell'impianto.

### Altri usi
Quando viene venduto allo stato anidro come essiccante con un agente indicatore di colore sotto il nome di drierite, appare blu (anidro) o rosa (idrato) a causa dell'impregnazione con cloruro di cobalto(II), che funge da indicatore di umidità.
Fino agli anni '70 si producevano quantità commerciali di acido solforico a Whitehaven da solfato di calcio anidro. Dopo essere stato miscelato con shale o marna e tostato, il solfato libera anidride solforosa gassosa, un precursore nella produzione di acido solforico; la reazione produce anche silicato di calcio, una fase minerale essenziale nella produzione di clinker di cemento.
{\displaystyle {\ce {CaSO4\ +\ SiO2->CaSiO3\ +\ SO3}}}

## Produzione e occorrenza
Le principali fonti di solfato di calcio sono il gesso e l'anidrite presenti in natura, che si trovano in molte località del mondo come evaporiti. Questi possono essere estratti da cave a cielo aperto o da miniere profonde. La produzione mondiale di gesso naturale è di circa 127 milioni di tonnellate all'anno.
Oltre che dalle fonti naturali, il solfato di calcio viene prodotto come sottoprodotto in numerosi processi:
- Nella desulfurazione dei gas di scarico, i gas di scarico delle centrali elettriche a combustibili fossili e altri processi (ad esempio la produzione di cemento) vengono lavati per ridurne il contenuto di ossido di zolfo, iniettando calcare o calce finemente macinati. Questo produce un solfito di calcio impuro, che si ossida durante lo stoccaggio in solfato di calcio.
- Nella produzione di acido fosforico dalla roccia fosfatica, il fosfato di calcio viene trattato con acido solforico e precipitati di solfato di calcio.

Nella produzione di acido fluoridrico, il fluoruro di calcio viene trattato con acido solforico, facendo precipitare il solfato di calcio.
- Nella raffinazione dello zinco, le soluzioni di solfato di zinco vengono trattate con calce idrata per co-precipitare metalli pesanti come il bario.
- Il solfato di calcio può anche essere recuperato e riutilizzato da scarti di cartongesso nei cantieri.

Questi processi di precipitazione tendono a concentrare elementi radioattivi nel solfato di calcio prodotto. Questo problema è particolare con il sottoprodotto fosfato, poiché i minerali di fosfato contengono naturalmente uranio e i suoi prodotti di decadimento come il radio-226, piombo-210 e polonio-210.
Il solfato di calcio è anche un componente comune dei depositi di incrostazione negli scambiatori di calore industriali, perché la sua solubilità diminuisce con l'aumentare della temperatura.

## Solubilità retrograda
La dissoluzione delle diverse fasi cristalline del solfato di calcio in acqua è esotermica e rilascia calore (diminuzione dell'entalpia: ΔH < 0). Come immediata conseguenza, per procedere, la reazione di dissoluzione ha bisogno di dissipare questo calore che può essere considerato come un prodotto della reazione. Se il sistema è raffreddato, l'equilibrio di dissoluzione evolverà verso destra secondo il principio di Le Chatelier e il solfato di calcio si dissolverà più facilmente. Così la solubilità del solfato di calcio aumenta al diminuire della temperatura e viceversa. Se la temperatura del sistema aumenta, il calore di reazione non può dissiparsi e l'equilibrio regredisce verso sinistra secondo il principio di Le Châtelier; la solubilità del solfato di calcio diminuisce all'aumentare della temperatura. Questo comportamento di solubilità controintuitivo è chiamato solubilità retrograda. È meno comune rispetto alla maggior parte dei sali la cui reazione di dissoluzione è endotermica (cioè la reazione consuma calore; aumento di entalpia: ΔH > 0) e la cui solubilità aumenta con la temperatura. Anche un altro composto del calcio, l'idrossido di calcio (Ca(OH)2, portlandite) mostra una solubilità retrograda per lo stesso motivo termodinamico, ossia perché anche la sua reazione di dissoluzione è esotermica e cede calore. Quindi, per sciogliere la quantità massima di solfato di calcio o idrossido di calcio in acqua, è necessario raffreddare la soluzione vicino al punto di congelamento invece di aumentarne la temperatura.

Dipendenza dalla temperatura della solubilità del solfato di calcio (3 fasi) in acqua pura.

La solubilità retrograda del solfato di calcio è anche responsabile della sua precipitazione nella zona più calda degli impianti di riscaldamento e del suo contributo alla formazione di incrostazioni nelle caldaie insieme alla precipitazione del carbonato di calcio la cui solubilità diminuisce anche quando l'anidride carbonica si degassifica dall'acqua calda o può fuoriuscire fuori dal sistema.

## Presenza extra terrestre
I risultati del 2011 del rover Opportunity sul pianeta Marte mostrano una forma di solfato di calcio in una vena sulla superficie. Le immagini suggeriscono che il minerale sia gesso.